# Kropiwnik Stary
Kropiwnik Stary (ukr. Старий Кропивник) – wieś w rejonie drohobyckim obwodu lwowskiego na Ukrainie. 
W II Rzeczypospolitej wieś w powiecie drohobyckim województwa lwowskiego.
W czasie okupacji niemieckiej polska mieszkanka wsi Maryla Dzikowicz ukrywała pięcioro Żydów, za co w 1977 roku Instytut Jad Waszem uhonorował ją tytułem Sprawiedliwej wśród Narodów Świata.
Latem 1941 roku, po ataku III Rzeszy na ZSRR, zamordowano tutaj oraz we wsi Kropiwnik Nowy łącznie 40 Żydów. W latach 1944–1945 nacjonaliści ukraińscy z OUN-UPA zamordowali tutaj i w Kropiwniku Nowym łącznie 11 Polaków.